# Madame Satã
Pour l’article homonyme, voir Madame Satã (film).
João Francisco dos Santos (1900-1976), plus connu sous le nom de Madame Satã, était un transformiste brésilien, figure emblématique de la vie nocturne et interlope de Lapa à Rio de Janeiro dans la première moitié du XXe siècle .

## Biographie
Né à Glória do Goitá , une municipalité brésilienne située à l'intérieur de l'État de Pernambuco, dans la Zona da Mata, João Francisco déménage à Lapa – qui à l'époque connait un processus de gentrification – à l'âge de 13 ans, où il vit comme enfant des rues jusqu'à ce qu'il obtienne un emploi de vendeur ambulant vendant des assiettes et des casseroles en aluminium.
C'est dans sa jeunesse à Lapa que João apprend à être agent de sécurité, serveur, cuisinier, capoeiriste, et puis qu'il devient criminel. Cependant, après avoir réussi à intégrer le théâtre, João s'éloigne de la vie bohème du quartier qu'il connaissait si bien. Un soir de 1928, alors qu'il revient du travail, João décide de dîner dans un bar – où il rencontre Alberto, un veilleur de nuit. Le transformiste, après avoir été provoqué par le garde, se saisit d'un pistolet et tire sur le garde. João est reconnu coupable et passe deux ans et trois mois à la prison d'Ilha Grande. Après cette incarcération, João prend ses distances de sa carrière d'artiste.
Environ deux ans plus tard, João Francisco est acquitté de sa peine, pour légitime défense. Malgré cet acquittement, la vie du transformiste est marquée par 29 autres accusations. João est condamné dans dix de ces affaires, passant un total de 27 ans et 8 mois de sa vie en prison, par épisodes,. Avec son lourd casier judiciaire, João Francisco devient une cible facile pour la police.
Le célèbre surnom de Madame Satã n'est donné à João Francisco que lors du carnaval de 1938. Cette année-là, le transformiste défile pour la première fois vêtu d'un costume doré – inspiré d'une chauve-souris typique de sa ville natale. João obtient la première place du concours et, une fois la fête terminée, lui et ses amis sont emmenés au commissariat de police. Avant leur libération, le chef de la police exige de connaître le nom de chaque suspect. João refuse de parler, et se voit surnommé Madame Satã par le délégué, qui l'a reconnu comme le vainqueur du concours.
João Francisco assume son homosexualité, mais il épouse une femme à l'âge de 34 ans, et avec Maria Faissal il élève et éduque leurs six enfants adoptifs,. En février 1976, João est admis dans un hôpital d'Angra dos Reis, une municipalité située au sud de Rio de Janeiro. Deux mois plus tard, le transformiste meurt à l'âge de 76 ans, des suites d'un cancer du poumon.

Madame Satã à la Boite Cafona.